# حارة عسلة (ذمار)
حارة عسلة هي إحدى حارات مدينة ذمار التابعة لمحافظة ذمار، بلغ تعداد سكانها 1,930 نسمة حسب تعداد اليمن لعام 2004.